# Ricardo de Pascual
Ricardo de Pascual (Ciudad de México, 21 de agosto de 1936) es un actor y comediante mexicano de destacada trayectoria en el cine, el teatro y la televisión. Es reconocido por sus participaciones en roles de soporte en los programas de Chespirito, siendo actor recurrente desde el inicio hasta el final de las emisiones de dichos programas. También es reconocido por sus actuaciones en series y telenovelas de la empresa Televisa.

## Biografía y carrera
Comenzó su carrera artística en 1958 en el famoso programa Chucherías y Domingos Herdez, al lado de Chucho Salinas y Héctor Lechuga. Así mismo, se dedicó fuertemente al teatro en varias compañías, entre ellas la del maestro don Fernando Soler. En 1972 tuvo roles de soporte en los programas de Chespirito, destacando en la serie de comedia El Chavo del 8 con personajes como el señor Hurtado y el señor Calvillo.
Después de sus participaciones en los programas de Chespirito, destacó mayormente en las series de comedia.
En 1987 debutó en los melodramas realizando destacadas participaciones en producciones como Senda de gloria, El privilegio de amar, Locura de amor, Camaleones, entre otras.
A lo largo de su trayectoria, ha combinado la televisión con el cine y el teatro.

## Filmografía

### Telenovelas
- Tenías que ser tú (2018), padre
- Mi marido tiene familia (2017), Dante[6]
- Por siempre mi amor (2013-2014), Gabino Hidalgo
- Mentir para vivir (2013)
- Camaleones (2009-2010), Gerardo Zúñiga
- Mañana es para siempre (2008), padre Íñigo
- Yo amo a Juan Querendón (2007), padre
- Sueños y caramelos (2005), Tapón
- Amy, la niña de la mochila azul (2004), Dagoberto Reyes
- De pocas, pocas pulgas (2003), don Octavio Guerra
- El juego de la vida (2001), Joaquín
- El manantial (2001), obispo
- Locura de amor (2000), Manolo Palacios
- Cuento de navidad (1999)
- El privilegio de amar (1998-1999), Sevilla
- Los hijos de nadie (1997), Rosendo
- Confidente de secundaria (1996), Anselmo
- Lazos de amor (1995-1996)
- Senda de gloria (1987), Julio Torri

### Series
- El príncipe del barrio (2023), invitado[7]
- Esta historia me suena (2021-2023)[8][9]
- Una familia de diez (2020), Genaro[10]
- Vecinos (2006, 2021), don Doroteo/chofer/padre/don Cascarito
- 40 y 20 (2016), don Solobino
- Por siempre Joan Sebastian (2016)
- Como dice el dicho (2015-2017, 2018-presente), Dr. Sevilla/Miguel/Varios personajes
- La rosa de Guadalupe (2010, 2016-presente), Gregorio/Aurelio/Varios personajes
- Tiempo final (2009), Salomón
- Adictos (2009)
- Objetos perdidos (2007)
- XHDRBZ (2004)
- La familia P. Luche (2002), licenciado, enfermera
- Mujer, casos de la vida real (2000-2007)
- Al derecho y al Derbez (1995)
- Papá soltero (1993-1994)
- ¡Anabel! (1988)
- Chespirito (1986-1991, 1993-1995), varios roles
- El tesoro del saber (1984), Panfleto Pocapaja
- No empujen (1982)
- La chicharra (1979)
- Enrique Polivoz (1976-1979)
- El Chavo del 8 (1976, 1979), Sr. Hurtado/Sr. Calvillo/mesero
- El Chapulín Colorado (1972, 1976, 1978), dormilón/vampiro

### Cine
- La risa trabajando (1994)
- Corrupción (1984)
- La casada es mi mujer (1976)
- El investigador Capulina (1975)
- El sonámbulo (1974)